# Hospitalkirche St. Georg (Lößnitz)
| Hospitalkirche St. Georg Lößnitz | Hospitalkirche St. Georg Lößnitz          |
| -------------------------------- | ----------------------------------------- |
| Ansicht von Nordwesten           |                                           |
| Adresse                          | 08294 Lößnitz (Erzgebirge) Hospitalstraße |
| Konfession                       | evangelisch-lutherisch                    |
| Gemeinde                         | Kirchgemeinde Lößnitz-Affalter            |
| Aktuelle Nutzung                 | Gemeindekirche; Kulturort                 |
| Gebäude                          |                                           |
| Baubeginn                        | 1851                                      |
| Einweihung                       | 15. September 1861                        |
| Stil                             | Neugotik                                  |

Die Hospitalkirche Sankt Georg ist ein Kirchengebäude in der Stadt Lößnitz im Erzgebirgskreis an der Kreuzung Hospitalstraße und Auer Straße. Sie entstand als Krankenhauskapelle der Hospitalstiftung St. Georg zu Lößnitz im 13. Jahrhundert. Nach mehrfachen Stadtbränden und nachfolgendem Wiederaufbau wurde die Kirche im Jahr 1999 als religiöse Stiftung reaktiviert.

## Geschichte
Eine Kapelle für die Stiftung des nahe gelegenen Hospitals wird 1283 erstmals urkundlich erwähnt. Wahrscheinlich bestand hier im frühen 14. Jahrhundert auch ein „Leprosorium“, eines von mehreren Gebäuden in Sachsen zur Aufnahme und Pflege von Leprakranken. Das Hospital und die Kirche tragen den Namen des Heiligen Georg.
Nach der Reformation wurde die Kirchgemeinde evangelisch-lutherisch. Ein barocker steinerner Neubau an Stelle des bisherigen einfachen Gebäudes wurde im Jahr 1714 eingeweiht.
Der verheerende Stadtbrand im Jahr 1848 zerstörte das Kirchengebäude, sodass Stadt und Hospitalverwaltung 1851–1861 an gleicher Stelle das jetzige Gotteshaus errichten ließen, in dem am 15. September 1861 der erste Gottesdienst gefeiert wurde. Mit der Erneuerung der St. Johanniskirche zur selben Zeit dient die St. Georgskirche vorwiegend als Winterkirche und als Friedhofskapelle, weil sich östlich der bereits im 16. Jahrhundert angelegte Stadtfriedhof anschließt.

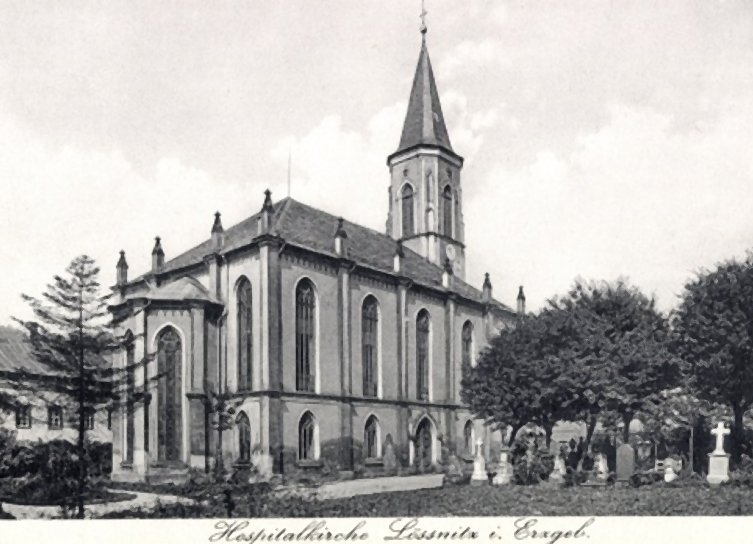
Hospitalkirche von Südosten um 1910 über den Friedhof gesehen;
Historische Ansichtskarte

Am 27. Juni 1917 wurden von beiden Kirchen der Stadt die Glocken „fürs Vaterland“ abgeliefert und darauf eingeschmolzen.
Die im Jahr 1999 wiedergegründete Hospitalstiftung St. Georg zu Lößnitz dient diakonischen Aufgaben, insbesondere finanziert sie die Altenarbeit, die Kinder-, Jugend- und Behindertenarbeit sowie Aktivitäten zur Betreuung und Unterstützung im Bereich der Kirchgemeinde Lößnitz-Affalter.

## Architektur und Ausstattung

### Kirchenschiffe
Das mit einem rechteckigen Grundriss ausgeführte Kirchengebäude wird durch neugotische Stil- und Schmuckelemente geprägt. Es ist etwa 24 Meter lang und 15 Meter breit.
Das Bauwerk hat auf drei Seiten spitzbogige Portale, die jeweils mittig in der Wand angeordnet sind. Auf der Turmseite gibt es rechts und links zwei kleinere Spitzbogenportale, das Hauptportal wird mit einer zweiflügeligen geschnitzten Tür verschlossen. Verziert sind die Hauptportale an den Längsseiten und an der Turmseite mit Wimpergen.

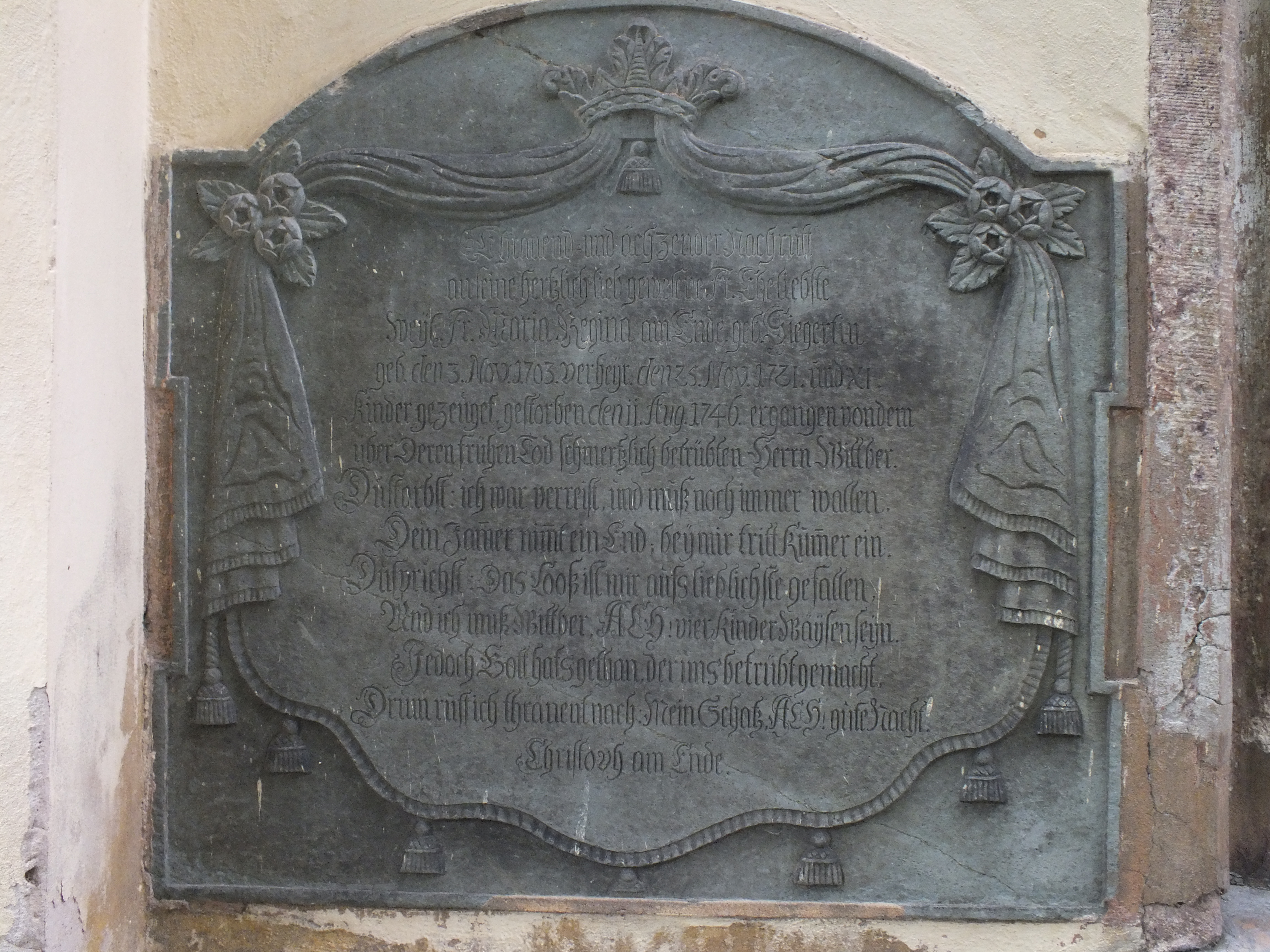
Grabtafel am Osteingang

An den Gebäudelängsseiten befinden sich beiderseits der Portale je zwei etwa in gleicher Höhe endende Spitzbogenfenster. Das kompakte Emporengeschoss wird von langgezogenen Rundbogenfenstern dominiert, an den Längsseiten jeweils fünf, an der Apsis und an der Turmeingangshalle jeweils drei Fenster. Alle Fenster sind mit Maßwerk versehen. Die Apsis weicht als einziger Teil des Gebäudes vom rechteckigen Grundriss ab und ist dreiseitig ausgebildet. Zwischen allen Fenstern und an den Gebäudeecken befinden sich Pilaster, die oberhalb der Fassade in Ziertürmchen enden.
Das gesamte Kirchenschiff ist mit einem Walmdach abgeschlossen.
An der Außenwand der Kirche befinden sich einige beachtenswerte Grabtafeln und Grabdenkmale.

### Turm

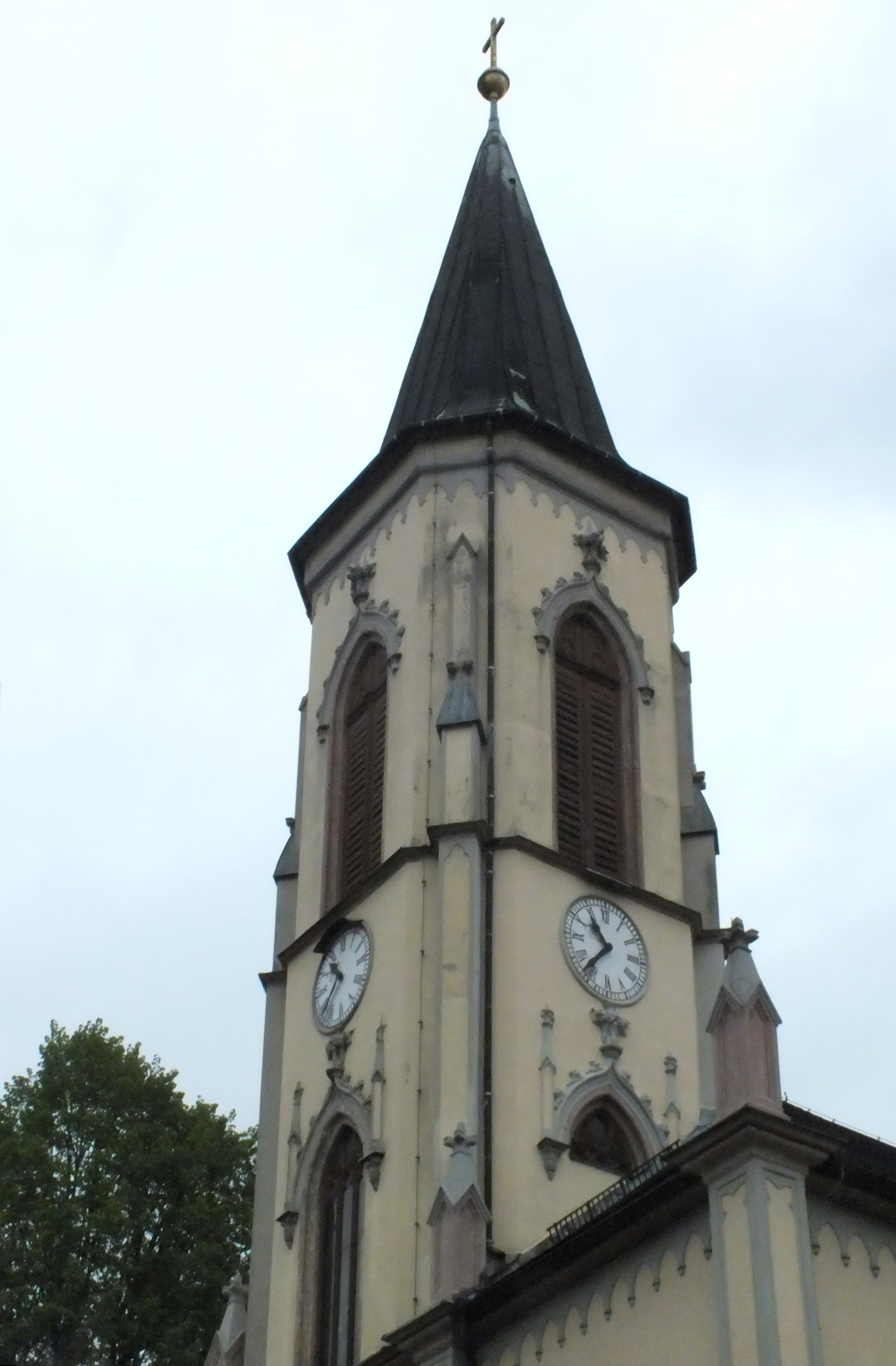
Detail des Turmes

Der Kirchturm erhebt sich auf der Nordostseite des Kirchengebäudes über einer Turmhalle mit Treppenaufgang und endet in einer achteckigen Haube. Sein Grundriss ist mit sechs mal sechs Metern quadratisch. Auf allen vier Seiten sind die runden Zifferblätter einer Turmuhr zu sehen. Darüber befindet sich das Glockengeschoss mit Schallöffnungen in alle Richtungen. Den baulichen Abschluss des Turmes bildet eine Turmkugel mit einem vergoldeten metallenen Kreuz darüber.

### Altar, Emporen, Bestuhlung und weiteres
Eine Ansichtskarte, wahrscheinlich vom Beginn des 20. Jahrhunderts, zeigt symmetrisch angeordnete Emporen auf der West- und auf der Ostseite. Der etwa sieben Meter breite Chor ist mit einem Kreuzrippengewölbe abgeschlossen. Im Chorraum befinden sich ein Altartisch und ein wandhohes Gemälde, eine Bibelszene zeigend. Seitlich am Apsisbogen ist die Kanzel angebaut.

### Orgel
Die Orgel entstand in der Werkstatt von Urban Kreutzbach aus Borna bei Leipzig und wurde 1861 in St. Georg installiert.

## Umgebung
Auf der Ost- und Südseite schließt der kommunale Friedhof an. Auf ihm wurden – deutlich sichtbar neben dem Kirchengebäude – die drei Glocken der St. Johannis-Kirche für immer abgestellt.